# Marcello Costalunga
Marcello Costalunga (5 de janeiro de 1925 - 5 de maio de 2010) foi um bispo da Igreja Católica italiano, Arcebispo Titular de Aquileia.